# Johann August von Arnim
Johann August von Arnim, eigentlich August von Arnim, (* 2. Februar 1723 in Theeßen im Ziesarschen Kreis; † 16. November 1797 in Brandenstein) war ein preußischer Landrat.

## Leben

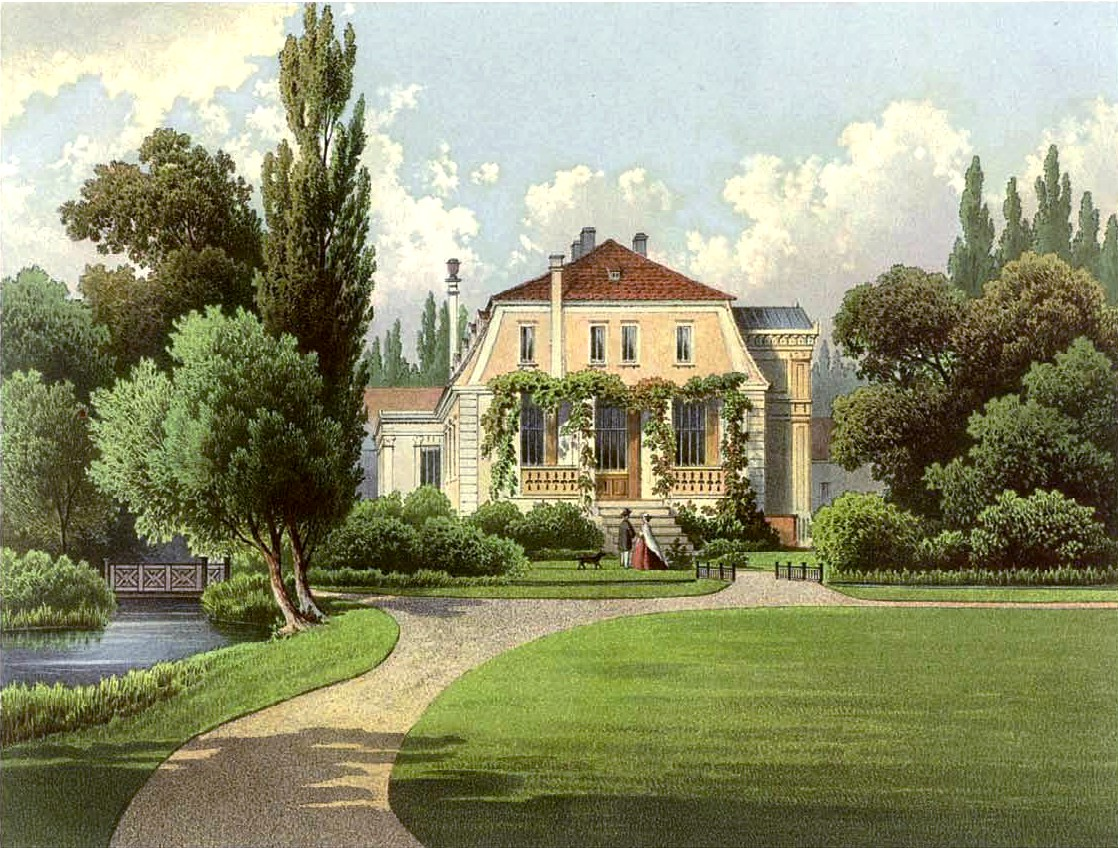
„Schloss Theeßen“ b. Möckern. Sammlung Alexander Duncker

### Familie
Johann August von Arnim, Hauptrufname August, war der jüngste Sohn des Landrats Hans Ernst von Arnim (* 24. Juni 1688 in Theeßen; † 16. Januar 1743 in Brandenstein) und dessen Ehefrau Hedwig Marie von Rochow (* 19. November 1687 in Trechwitz; † 30. April 1732 in Theeßen), Tochter des August Wilhelm (I.) von Rochow-Trechwitz (1648–1691) und der Hedwig Maria von Rochow-Jeserig (1653–1730). August Johann von Arnim hatte noch sieben Geschwister.
Sein Bruder Ernst Erdmann von Arnim (* 5. Juni 1716 in Theeßen; † 3. August 1770 ebenda) wurde später Erbherr auf Theesen.
Seit dem 2. September 1756 war er in erster Ehe mit Sophie Magdalena Dorothea (* 14. Juli 1740 in Lübars; † 16. Februar 1767 in Brandenstein), Tochter von Johann Friedrich von Thümen (1714–1754), verheiratet; gemeinsam hatten sie fünf Kinder:
- Johann Ernst Friedrich von Arnim (* 20. August 1758 in Brandenstein; † 14. Februar 1767 ebenda);
- August Leberecht von Arnim (* 13. September 1759 in Brandenstein; † 15. Februar 1767 ebenda);
- Hans Ludwig Friedrich von Arnim (* 6. Juni 1763 in Brandenstein; † 13. Oktober 1825 in Weißewarte), verheiratet mit Dorothea Charlotte Elisabeth (geb. Stockmann) (* 7. Februar 1765 in Berlin; † 16. April 1817 ebenda), Witwe des Jean Georges Payés;
- Sidonie Friederike Caroline von Arnim (* 25. August 1764 in Brandenstein; † 30. Dezember 1790 in Räckendorf), war mit ihrem Cousin, dem Landrat Wilhelm Heinrich Ernst von Arnim (* 15. Juli 1756 in Theeßen; † 9. Mai 1830 in Berlin), verheiratet;
- Sophie Magdalena Dorothea von Arnim (* 14. Februar 1767 in Brandenstein; † 14. Februar 1767 ebenda)

In zweiter Ehe heiratete er 1768 Wilhelmine Louise (* 3. April 1738; † 3. September 1776 in Brandenstein) (geb. von Schierstedt aus dem Hause Poplitz), ihre fünf Kinder waren:
- Johann Carl Ernst von Arnim (26. Dezember 1669 in Brandenstein; † 6. April 1844 in Quedlinburg), verheiratet mit Caroline Angelika Ernestine von Hartwig († 1843 in Quedlinburg);
- Ludwig Heinrich Wilhelm von Arnim (* 11. Oktober 1771 in Brandenstein; † 8. November 1848 in Genthin), wurde 1797 Referendar bei der Kriegs- und Domänenkammer in Magdeburg und 1821 Landrat; er war verheiratet mit Caroline Friederike Christiane, Tochter des Arend Friedrich von Stechow aus dem Hause Kotzen (1720–1782) verheiratet; ihr gemeinsamer Sohn war der Landrat Wilhelm von Arnim;
- Philipp Friedrich Ferdinand von Arnim (* 6. Oktober 1772 in Brandenstein; † 8. September 1835 in Stolp) war ein preußischer Generalmajor und Kommandeur der 13. Kavallerie-Brigade;
- Auguste Wilhelmine Amalie von Arnim (* 6. Mai 1775 in Brandenstein; † 20. Dezember 1829 in Zerbst), verheiratet mit Gustav Friedrich von Arnim (* 1767 in Landskrona in Schweden; † 23. Oktober 1813 in Brandenburg); zu ihren Kindern gehörte unter anderem der General Gustav von Arnim (* 1. Mai 1796 in Brandenburg; † 21. Juni 1877 in Potsdam);
- Wilhelmine Eleonore von Arnim (* 31. August 1776 in Brandenstein; † 1. September 1776 ebenda).

Nach dem Tod seines Vaters fiel ihm bei der Erbteilung mit seinen Brüdern das Rittergut Brandenstein im Jerichowschen Kreis zu.

### Werdegang
Nach einem Besuch der Saldernschen Schule, heute Von Saldern-Gymnasium, in Brandenburg immatrikulierte sich Johann August von Arnim zu einem Studium der Rechtswissenschaften am 1. April 1744 an der Universität Halle. Nachdem er am 26. September 1749 seine erste Prüfung abgelegt hatte, wurde er als Referendar bei der Regierung in Magdeburg angenommen. Im Februar 1765 wurde er von den Ständen in Genthin zum Landrat im zweiten Distrikt des Jerichowschen Kreises gewählt und am 17. April 1765 offiziell im Amt bestellt; damit folgte er Wolfgang Friedrich August von Werder (1716–1773), der Kammerpräsident in Kleve wurde.
Nach seinem Tod folgte ihm Christian Carl Wilhelm von Katte (1750–1821) im Amt des Landrats.